# La nostra gang
La nostra gang (Protagonisti: Tricky e i suoi amici) (Our Gang (Starring Tricky and His Friends)) è un romanzo di Philip Roth pubblicato per la prima volta nel 1971. Il romanzo, scritto sotto forma di atti unici teatrali, è una satira politica contro l'allora presidente degli Stati Uniti d'America Richard Nixon, chiamato nel romanzo "Trick E. Dixon".

## Trama
Il romanzo, scritto sotto forma di atti unici teatrali, è composto da sei capitoli:
1. Tricky rassicura un cittadino preoccupato
2. Tricky tiene una conferenza stampa
3. Tricky ha un'altra crisi; ovvero, la riunione di spogliatoio
4. Tricky parla alla nazione
5. L'assassinio di Tricky
6. Il ritorno in auge; ovvero, Tricky all'Inferno

L'epigrafe iniziale è una citazione effettivamente pronunziata dal presidente Nixon a San Clemente il 3 aprile 1971:
(Citato in La nostra gang, Einaudi, 2015, p. 5)
Nel primo capitolo, intitolato «Tricky rassicura un cittadino preoccupato», il presidente Dixon risponde a un suo elettore il quale gli aveva espresso la preoccupazione che il tenente Calley potesse essersi reso colpevole del reato di aborto nel caso in cui fra le vittime di Mai Lai ci fosse stata qualche donna incinta. Trick Dixon, che nella vita civile aveva svolto la professione di avvocato, inizia con l'elettore una specie di dibattito come se Calley fosse un cliente di Dixon e il cittadino fosse un district attorney. Considerando tuttavia l'aborto un reato di gravità superiore all'uccisione di civili inermi, Trick Dixon termina affermando che avrebbe riesaminato il Caso Calley in base alle preoccupazioni del suo interlocutore: «indagherò ora con particolare scrupolo per verificare se esista anche solo uno straccio di prova che fra i ventidue in quel fosso a My Lai ci fosse una donna incinta. E se cosi fosse... se troverò nelle prove contro il tenente qualunque cosa che io non possa far quadrare con la mia fede nella santità della vita umana, inclusa la vita dei non ancora nati, allora mi farò ricusare come giudice e passerò l'intera faccenda al vicepresidente».

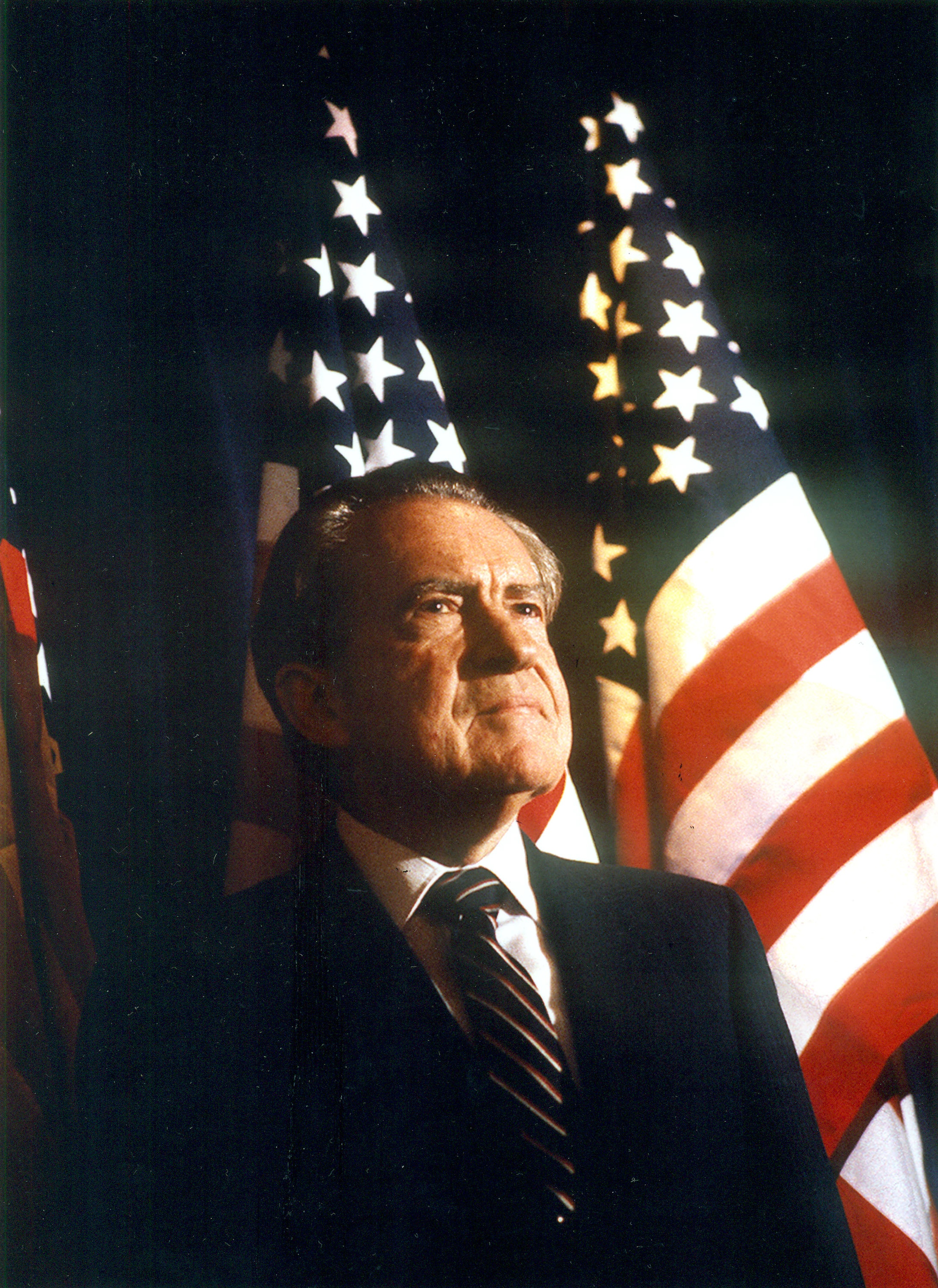
Ritratto di Richard Nixon (1986)

Il secondo capitolo («Tricky tiene una conferenza stampa») costituisce una satira delle conferenze stampa presidenziali e degli interventi dei giornalisti accreditati, i cui nomi nel romanzo sono evocativi del rispettivo comportamento (Mr Leccaculo, Mr Audace, Mr Sagace, Mr Rispettoso, Miss Incantevole, ecc.). Dixon espone fra l'altro la teoria del "Potere Prenatale", l'estensione del diritto di votare anche ai feti e agli embrioni sia perché «la nostra Costituzione non nega affatto il diritto di voto a chi è fisicamente handicappato», sia perché anche lui ha vissuto tale condizione: «io stesso un tempo sono stato un non nato, nel grande stato della California [...] Io sono stato un non nato quacchero, e questo è un dato di fatto».

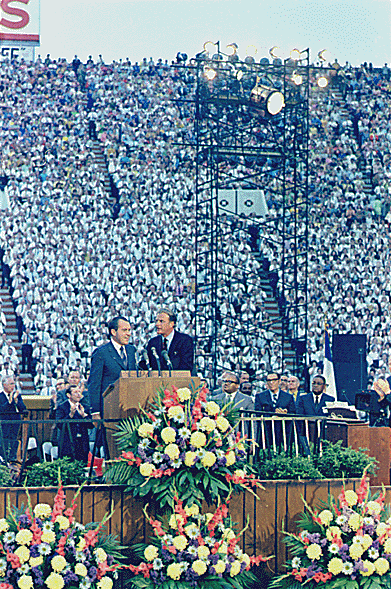
Richard Nixon incontra Billy Graham alla "BIlly Graham Crusade" del 1970

Nel terzo capitolo («Tricky ha un'altra crisi; ovvero, la riunione di spogliatoio») Trick E. Dixon chiede aiuto ai suoi consiglieri per affrontare un gruppo di acerrimi nemici: i boy scout. All'accusa degli scout di aver avuto un rapporto sessuale non finalizzato al concepimento, il presidente pensa di rispondere in vari modi: potrebbe dichiararsi «inabile al coito», ma ha due figlie; oppure potrebbe dire di essere omosessuali, ma anche gli omosessuali hanno rapporti sessuali, e così via. Finirà con l'uso delle maniere forti contro i boy-scout.
Nel quarto capitolo («Tricky parla alla nazione»), si riporta il discorso televisivo illustrante i motivi della dichiarazione di guerra da parte degli USA alla Danimarca a causa dell'eccessiva libertà sessuale permessa in quella nazione («c'è davvero del marcio in Danimarca [...] noi non staremo a guardare mentre quella che è stata un tempo la grande patria di Amleto sprofonda nella fogna della depravazione»). Copenaghen viene distrutta da un ordigno nucleare.
Nel quarto capitolo («L'assassinio di Tricky»), si descrivono le reazioni dei cittadini e delle autorità, diffuse attraverso la televisione alla notizia della morte improvvisa del presidente Dixon («il suo corpo svestito è stato trovato in posizione fetale dentro un sacco di plastica pieno d’acqua sul pavimento della sala parto»): numerosi cittadini si autoaccusano dell'omicidio; nascono sospetti che la morte sia conseguente a una congiura tesa a portare al potere il vicepresidente. La cerimonia funebre viene svolta in diretta televisiva dal consigliere spirituale del presidente, il rev. Billy Cupcake, evidente allusione del predicatore televisivo Billy Graham.
Dopo la morte, il defunto Tricky finisce all'Inferno. L'ultimo capitolo («Il ritorno in auge; ovvero, Tricky all'Inferno») è un monologo drammatico: il discorso di apertura della campagna elettorale di Tricky Dixon contro Satana per il ruolo di Diavolo:
(La nostra gang, Einaudi, 2015, p. 150)

## Critica
La nostra gang, scritto poco dopo il Lamento di Portnoy, il primo grande successo di Philip Roth, è «una mordace opera satirica che prendeva di mira l'amministrazione Nixon». Il romanzo venne giudicato da Newsweek «Perhaps the funniest and most complex exercise in sustained political satire since Animal Farm» (forse l'esempio più esilarante e compiuto di satira politica dai tempi de La fattoria degli animali), mentre il recensore del New York Times scrisse: «Ho riso apertamente sedici volte e per un numero infinito ho riso dentro di me». Colpì inoltre la poliedricità di Roth; ricorda Eugenides: «Roth era diverso libro dopo libro: sfoggiava armi nuove, osava, correva rischi ben al di là dei ripetitivi scrittori del realismo e dei sempre più compiacenti postmodernisti dogmatici. Che le frasi di Roth non mancassero mai di spunti, che sapessero trasmettere quel "ritmo sussultante" della parlata americana pur comunicando al contempo un pensiero all'altezza di un George Eliot, fu solo in parte responsabile della mia infatuazione. Roth era divertente, era sciolto, ti trascinava senza mai abbandonarti; aveva il dono, quello vero, quello illustre, e non abbelliva la sua prosa né inventava un'estetica "sperimentale" per sembrare più intelligente di quello che era o per stare al passo con i tempi». Il romanzo uscì nel 1971 prima che Richard Nixon fosse incriminato per lo Scandalo Watergate; per Antonio Gnoli, quella di Roth è "satira premonitrice" in quanto descrive anche le caratteristiche dei leader politici attuali.

## Edizioni
- Philip Roth, Our Gang (Starring Tricky and His Friends), New York, Random House, 1971,  p. 200, ISBN 978-0394478869.
- Philip Roth, Cosa Bianca Nostra, traduzione di Attilio Veraldi, Milano, Bompiani, 1972,  p. 208.
- Philip Roth, Our Gang (Starring Tricky and His Friends), ("Watergate Edition"), New York, Bantam books, 1973,  p. 237.
- Philip Roth, La nostra gang: (protagonisti: Tricky e i suoi amici), traduzione di Norman Gobetti, collana Supercoralli, Torino, Einaudi, 2014,  p. 173, ISBN 978-88-06-21831-7.
- Philip Roth, La nostra gang: (protagonisti: Tricky e i suoi amici), traduzione di Norman Gobetti, collana Super ET uniform edition, Torino, Einaudi, 2015,  p. 177, ISBN 978-88-06-22731-9.